# Epiploke
Die Epiploke (altgriechisch έπιπλοκή epiploké, deutsch ‚Anknüpfung, Verwebung‘) ist in der Rhetorik eine mehrfache Anadiplose, wobei Anadiplose die Wiederholung von am Ende eines Satzes stehender Wörter am Beginn des folgenden Satzes bezeichnet.
Die Epiploke gehört somit zu den rhetorischen Figuren aus der Gruppe der Wortwiederholungen, die wie andere rhetorische Figuren auch die Aufmerksamkeit des Zuhörers steigern (siehe Klimax) und die Bedeutung des Gesagten betonen soll. 
Beispiel:
Ach war die Frau doch wunderschön, schön war sie und auch rein, rein war sie und doch voller Mut, Mut sollt' auch in ihr sein.
In der (antiken) Verslehre bezeichnet Epiploke die Kombination verwandter Metra in einer rhythmischen Einheit. Es bezeichnet insbesondere die Ambivalenz, die sich daraus ergibt, dass die Interpretation einer Folge von Verselementen als Folge von Metren nicht eindeutig bestimmt ist. So kann das metrische Schema
… x—◡—x—◡—x …
sowohl als Folge trochäischer Metren
… xˌ—◡ˌ—xˌ—◡ˌ—x …
als auch als Folge jambischer Metren
… x—ˌ◡—ˌx—ˌ◡—ˌx …
interpretiert werden, je nachdem, wo die Grenze des Versfußes angenommen wird. Ähnliche Ambivalenzen ergeben sich bei ionisch-chorjambischen (also ◡◡—— bzw. —◡◡—) oder bacchisch-kretischen (also ◡—— bzw. —◡—) Sequenzen.